# Waldir Pires
Francisco Waldir Pires de Souza (Acajutiba, 21 de octubre de 1926-Salvador, 22 de junio de 2018) fue un abogado y político brasileño, miembro del Partido de los Trabajadores (PT) desde 1999. Se desempeñó como diputado federal, gobernador del estado de Bahía y ministro en los gobiernos de José Sarney y Lula da Silva.

## Biografía

### Primeros años
Realizó su educación primaria en Amargosa y la secundaria en Nazaré. Estudió derecho en Universidad Federal de Bahía, graduándose en 1949. Lideró el Movimiento Antifascista como miembro de la Unión de los Estudiantes de Bahía.
Fue profesor particular en latín e historia, y profesor de derecho constitucional en la Universidad Católica de Bahía (1956-1960), y la Universidad de Brasilia (1962-1964). Durante su exilio en Francia fue profesor asociado de la Universidad de Dijon (1966) y profesor del Instituto de Altos Estudios de América Latina en la Universidad de París (1968).

### Carrera política
Se desempeñó como jurídico del ministerio de justicia y como secretario de gobierno del Estado de Bahía entre 1951 y 1953. En 1955 fue elegido diputado del estado de Bahía por el Partido Laborista Brasileño y en 1959, diputado federal por el Partido Social Democrático, ocupando una banca hasta 1963. Se desempeñó como consultor general de la República en el gobierno de João Goulart, exiliándose en Uruguay y Francia después del golpe de Estado de 1964.
Tras el fin de la dictadura militar, entre 1985 y 1986 fue ministro de seguridad social durante el gobierno de José Sarney, llegando al cargo por indicación de Tancredo Neves. Como miembro del Movimiento Democrático Brasileño, en 1986 fue elegido gobernador de Bahía tras derrotar, con una diferencia de 1,5 millones de votos, a Josaphat Marinho del Partido del Frente Liberal.
Renunció al cargo en mayo de 1989, para presentarse como candidato a la vicepresidencia de Brasil en las elecciones de ese año, en la fórmula de Ulysses Guimarães. Obtuvieron 3.204.932 votos (4,73 %), siendo elegido Fernando Collor de Melo en una segunda vuelta. En 1991 fue elegido nuevamente diputado federal del estado de Bahía, por el Partido Democrático Laborista (PDT). En 1999 volvió a ser elegido a la Cámara de Diputados, esta vez integrando el Partido de los Trabajadores (PT). Ocupó una banca hasta 2003.
En 2003 fue nombrado por el presidente Lula da Silva como ministro de control y transparencia, siendo el primero de la recién creada Contraloría General de la Unión (CGU). Ocupó el cargo hasta marzo de 2006. Durante su cargo, implementó políticas de control de la administración pública y de prevención y combate a la corrupción. También fue responsable de organizar el IV Foro Global de Combate a la Corrupción, realizado en junio de 2005 en Brasilia.
Posteriormente fue nombrado ministro de defensa, ocupando el cargo hasta que fue desplazado en junio de 2007 por incompetencia y la falta de acción durante la crisis de la aviación civil brasileña de 2006-2007, provocada tras los accidentes del vuelo 1907 de Gol y del vuelo 3054 de TAM Linhas Aéreas, debido a que los sistemas aéreos operaban al límite de su capacidad, causando constantes retrasos y cancelaciones. En su momento, Pires había negado la crisis, resaltando las inversiones en el sector.
Entre 2012 y 2016 fue concejal en Salvador por el PT.

### Fallecimiento
Con su salud debilitada, falleció el 22 de junio de 2018 debido a un paro cardiorrespiratorio. Su cuerpo fue cremado en Salvador el 24 de junio. La última aparición pública se dio el 14 de junio de 2018 cuando presenció la presentación de su libro biográfico, escrito por el periodista Emiliano José, en el Palacio Rio Branco, en el Centro Histórico de Salvador.

## Condecoraciones
En 2008 la asamblea legislativa de Bahía lo condecoró con el título de Ciudadano Benemérito de la Libertad y Justicia Social João Mangabeira. En 2016 recibió un doctorado honoris causa de la Universidad del Estado de Bahía.